# Megachile ciliatipes
Megachile ciliatipes är en biart som beskrevs av Cockerell 1921. Megachile ciliatipes ingår i släktet tapetserarbin, och familjen buksamlarbin. Inga underarter finns listade i Catalogue of Life.